# Уэбб, Джон
Джон Уэбб (англ. John Webb; 1611, Смитфилд, район Лондона — 24 октября 1672, Батли, графство Сомерсет) — английский архитектор-палладианец и учёный-любитель. Известен сотрудничеством с основателем палладианского движения в английской архитектуре Иниго Джонсом.

## Биография
Джон Уэбб родился в Смитфилде, районе Лондона в 1611 году. С 1628 года был помощником выдающегося английского архитектора Иниго Джонса. В 1640-х и 1650-х годах Джонс и Уэбб совместно проектировали Уилтон-хаус (Wilton House) в Солсбери, графство Уилтшир. Во время революции и Гражданской войны в Англии 1639—1660 годов Уэбб оставался в Лондоне и помогал королю Карлу I (скорее по убеждению, нежели по назначению), присылая роялистам из столицы планы новых укреплений и мест расположения артиллерии революционеров.
Самые ранние известные архитектурные рисунки Уэбба были сделаны в 1636—1677 годах. После смерти Джонса в 1652 году Уэбб унаследовал значительное состояние, а также библиотеку рисунков и чертежей, многие из которых относятся ко времени путешествий Иниго Джонса в Италию. В 1654 году Уэбб проектировал первый классический портик в английском загородном доме в Вине в Гэмпшире. Этот портик с колоннами коринфского ордера «превратил старый дом в произведение палладианской архитектуры за пятьдесят лет до рождения лорда Бёрлингтона».
В начале 1660-х годов Карл II поручил Уэббу перестроить Гринвичский дворец в более современном стиле барокко. Его план заключался в том, чтобы вокруг внутреннего двора возвести три протяжённых корпуса, открытых с северной стороны в сторону Темзы. Здания должны были быть выровнены с Домом короля постройки Иниго Джонса, но в итоге в 1664—1669 годах по проекту Уэбба был построен только один квартал; он никогда не был занят королевской семьёй, а позднее был включён в проект Кристофера Рена, с которым Уэбб в конце жизни соперничал, для Госпиталя в Гринвиче (ныне Старый Королевский военно-морской колледж).
Уэбб также проектировал расширение Дома королевы (Queen’s House) в 1662 году, перестройку замка Белвуар (Belvoir Castle) в Лестершире между 1654 и 1668 годами и внёс изменения в Нортумберленд-Хаус (Лондон). Он также разработал проект Дома Ганнерсбери в Илинге.
В системе пропорционирования, как и И. Джонс, использовал композиционный принцип «двойного куба», которого придерживался сам Палладио.
Джон Уэбб женат на дальней родственнице Иниго Джонса: Энн Джонс (Уэбб).

## Научная деятельность и графическое наследие
Джон Уэбб был учёным-любителем, он изучал историю загадочного Стоунхенджа. Вместе с Иниго Джонсом и Уолтером Чарлтоном написал книгу о Стоунхендже. Десять лет спустя он опубликовал своё собственное «Оправдание восстановленного Стоунхенджа» (Vindication of Stone-henge Restored). В 1669 году Джон Уэбб опубликовал «Историческое эссе» (An historical essay), в котором пытался доказать вероятность того, что язык Китайской империи является первобытным. Это был первый трактат о китайском языке в Западной Европе. Никогда не посещавший Китай и не знавший язык, он основывал своё эссе на рассказах о миссионеров-иезуитов.
Сохранившиеся рисунки Уэбба, которых насчитывается более двухсот, хранятся в Вустерском колледже в Оксфорде, Королевском институте британских архитекторов (RIBA) и в Чатсуорт-хаус. Уэбб, возможно, работал над публикацией теории классических архитектурных ордеров. Непостроенный проект театра, приписываемый Уэббу, обнаруженный в библиотеке Вустерского колледжа в Оксфорде, был использован в качестве основы для Театра Сэма Ванамакера в Лондоне, открытого в 2014 году.

## Галерея

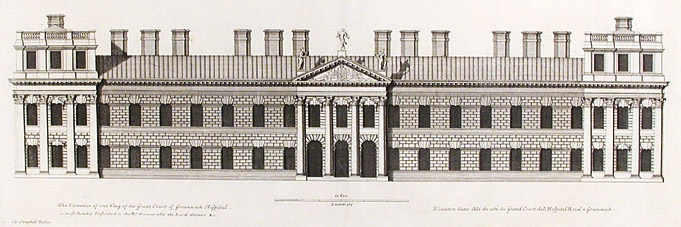
Проект Дома короля дворца в Гринвиче. 1664
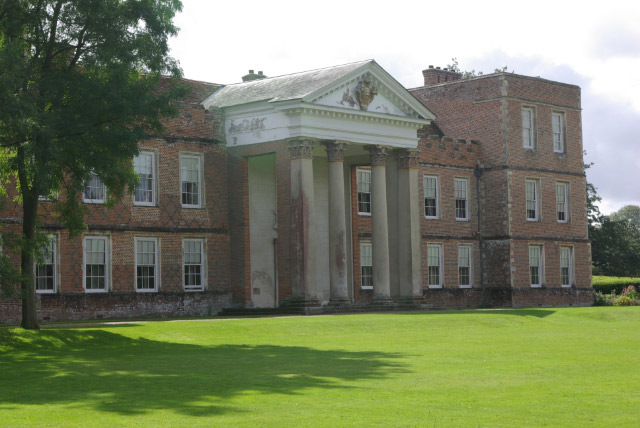
Портик дома в Вине, Гэмпшир. 1654
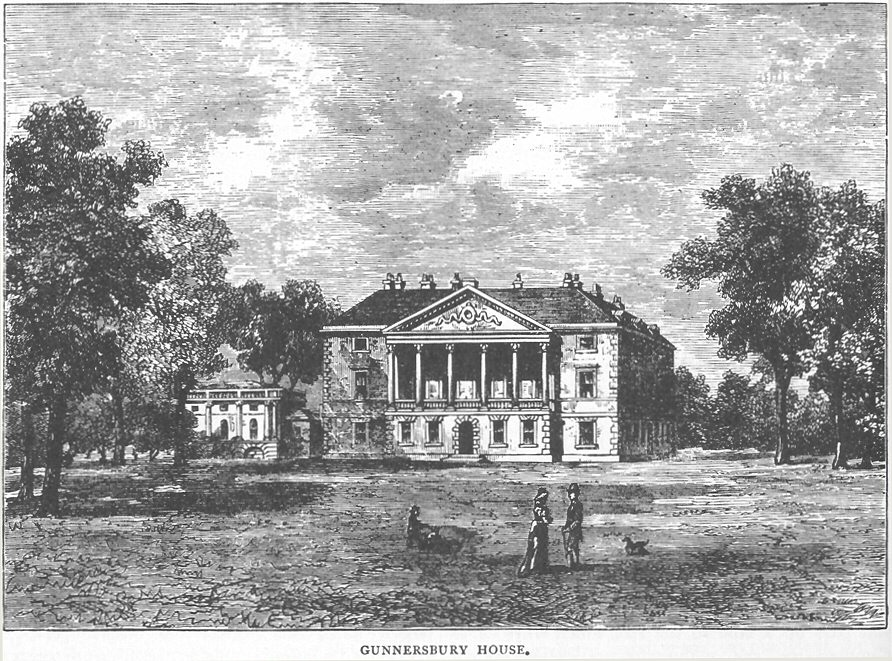
Ганнерсбери-хаус. Ок. 1750 (не сохранился)
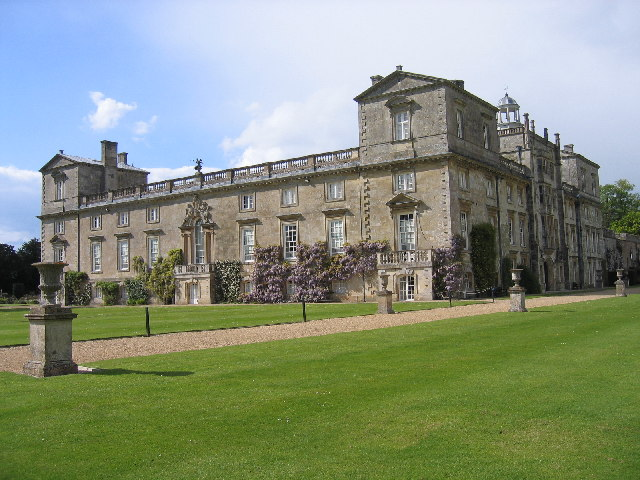
Уилтон-хаус. 1649. Совместно с И. Джонсом